# European Rugby Club Championship
L'European Rugby Club Championship est une compétition de rugby à XV organisée par la FIRA–AER qui oppose les 2 finalistes de la Coupe de la mer du Nord contre les vainqueurs du Championnat des Balkans et de la Baltic Rugby Cup.

## Histoire
Cette compétition existe depuis 2012 et concerne, pour cette 1re édition, 2 clubs allemands, un club croate et un club lituanien. Le but de cette compétition est d'augmenter le niveau de rugby dans ces régions. Elle fait suite à la Coupe d'Europe des clubs amateurs de rugby à XV.

## Format
Un tirage au sort est effectué pour déterminer le terrain et l'ordre des demi-finales. Les 2 vainqueurs sont opposés pour la finale en un lieu qui est déterminé ultérieurement.

## Équipes de l'édition 2012
Les 4 équipes engagées sont les suivantes :
- Šiaulių BaltRex
- RK Nada Split
- SC 1880 Frankfurt
- Heidelberger RK

## Palmarès
| Date           | Vainqueur       | Score   | Finaliste       | Lieu                      | Spectateurs |
| -------------- | --------------- | ------- | --------------- | ------------------------- | ----------- |
| 6 octobre 2012 | Heidelberger RK | 60 – 10 | Šiaulių BaltRex | Stadium Zokniai, Šiauliai |             |
| 2013           |                 |         |                 |                           |             |